# Dear Esther
Dear Esther é um jogo eletrônico de exploração em primeira pessoa desenvolvido pela The Chinese Room para Microsoft Windows, Mac OS X e Linux. A sua primeira versão foi lançada em 2008 no formato de uma modificação gratuita para jogar feita através do motor de jogo Source. Posteriormente, o jogo foi totalmente redesenhado para um lançamento comercial em 2012. Diferente dos modelos presentes nos jogos tradicionais, Dear Esther não possui quebra-cabeças ou tarefas para serem feitas. O único objetivo do jogador é explorar uma ilha sem nome nas Hébridas, enquanto escuta um homem cheio de problemas ler uma série de cartas para a sua esposa falecida. Os detalhes misteriosos de sua morte são revelados à medida que o jogador explora a ilha.
Dear Esther foi lançado para as plataformas PlayStation 4 e Xbox One em 20 de setembro de 2016 e re-lançado para computadores em 14 de fevereiro de 2017 sob o título Dear Esther: Landmark Edition. Um sucessor espiritual do jogo, intitulado Everybody's Gone to the Rapture, foi lançado para o PlayStation 4 em agosto de 2015 e para o Microsoft Windows em abril de 2016.

## Jogabilidade e enredo
A "jogabilidade" em Dear Esther é simples e resumida, uma vez que o único objetivo do jogo é explorar uma ilha hébrida desabitada, enquanto escutamos um homem anônimo ler uma série de fragmentos de cartas para uma mulher chamada Esther. As cartas sugerem que Esther era sua esposa e que ela está morta, vítima de um acidente de carro. À medida que o jogador chega até uma nova localização na ilha, o jogo reproduz um novo fragmento de carta relacionado a essa área. Diferentes fragmentos são apresentados em cada nova localização do jogo, revelando diferentes aspectos da história de maneira progressiva. Vários outros personagens não vistos são referidos pelo narrador: um homem chamado Donnelly, que esteve naquela mesma ilha no passado; Paulo, que é sugerido como o motorista bêbado que causou o acidente no qual Esther faleceu; e um pastor chamado Jakobson que morava na ilha no século XVIII. À medida que o jogador explora a ilha, ele encontra os restos abandonados de edifícios, destroços de naufrágio e um sistema de cavernas cujas paredes são adornadas com imagens que se assemelham a diagramas de química, circuitos, neurônios e bactérias. Em vários momentos ao longo do jogo, uma figura é vista afastando-se do jogador em longa distância, mas que desaparece antes que possa ser alcançado. Com o avanço do jogo, as identidades dos personagens tornam-se mais desfocadas à medida que a narração é alterada entre os tópicos e relaciona os personagens de maneiras diferentes. A ambiguidade dos fragmentos de cartas encontrados aleatoriamente força o jogador a tirar suas próprias conclusões da história.
No final do jogo, o jogador atinge o mastro de rádio localizado no pico da ilha e sobe uma escada até o topo da torre de transmissão durante um monólogo final dito pelo narrador. À medida que o jogador salta e cai costa abaixo, sua sombra se torna a de um pássaro. O jogador atravessa a baía da ilha antes de voar baixo sobre uma série de barcos de papel na água — todos feitos pelas inúmeras cartas que o narrador escreveu para Esther.

## Desenvolvimento

Captura de tela mostrando uma caverna em Dear Esther. O nível dos detalhes no gráfico do jogo foi amplamente elogiado pelas críticas.

A versão original de Dear Esther foi uma das várias modificações (mods) desenvolvidas pela The Chinese Room, enquanto o estúdio ainda era um projeto de pesquisas na Universidade de Portsmouth. O projeto foi financiado por uma doação do Conselho de Pesquisa em Artes e Humanidades e liderado por Dan Pinchbeck, um professor e palestrante da universidade. A história e o roteiro foram compostos por Pinchbeck, que citou as obras de William S. Burroughs como influentes no enredo: "Burroughs trabalhou estruturalmente [como] uma grande influência, mas eu também estava realmente interessado em algo que passasse uma imagem pesada, simbólica, uso poético da linguagem e não o tom descritivo padrão que encontramos nos jogos".
O artista de jogos independentes, Robert Briscoe, começou a trabalhar na recriação completa da Dear Esther em 2009, com o total apoio de Pinchbeck. Briscoe e The Chinese Room trabalharam em paralelo na recriação do jogo, com grande parte dos modelos de níveis concluídos exclusivamente por Briscoe baseado nas artes conceituais feitas por Ben Andrews. Ao redesenhar a paisagem da ilha, Briscoe pretendia eliminar a confusão causada pela disposição do jogo original e preencher o ambiente com recursos "mais ricos e visualmente interessantes" para melhorar a paisagem estéril presente na modificação original. Em março de 2011, enquanto o jogo ainda estava em fase de desenvolvimento, a The Chinese Room perdeu o apoio financeiro da Universidade até então confiada. O estúdio tinha depositado na Universidade para pagar a licença da Source Engine necessária para o lançamento de uma versão comercial do jogo, contudo, o departamento jurídico da Universidade estava insatisfeito com o contrato de licença e se recusou a assiná-lo. Então, a The Chinese Room recorreu ao Indie Fund para conseguir suporte financeiro para o projeto. A equipe do Indie Fundie estava hesitante no começo, mas depois de jogarem uma demonstração do jogo, concordaram em financiar o projeto. Ron Carmel, do Indie Fund, afirmou: "Assim que as pessoas começaram a jogar, o tom da conversa simplesmente mudou por completo, e as pessoas ficaram muito favoráveis ao apoio deste projeto". No período de seis horas após lançamento remasterizado do jogo no Steam, mais de 16,000 unidades foram vendidas, permitindo que os desenvolvedores pagassem ao Indie Fund por todo o investimento realizado.
Robert Briscoe anunciou por meio de uma postagem no seu blog, em 14 de fevereiro de 2014, que havia começado a portabilizar Dear Esther para o motor de jogo Unity dois meses antes deste anúncio. Ele citou que a versão nativa para o Linux foi abandonada, aumento de falhas na versão para Mac OS X e custos adicionais para o licenciamento da Source Engine foram algumas das razões que culminaram na migração do projeto para o Unity. Os planos de desenvolvimento incluem "uma compilação sólida, de alta qualidade, disponibilizada para o Linux e Mac e, na sequência, para o PC" e versões beta para que os clientes da Humble Store e Humble Bundle pudessem testar e avaliar. Ele também mencionou que o desenvolvimento ainda era experimental e que não haveria substituições da versão na Steam ou de outras recriações até que a equipe estivesse satisfeita com a qualidade dessa versão. Em outra postagem no blog, feita em 11 de março de 2014, Robert anunciou seu emprego na Valve Corporation e também mencionou que a maior parte do port estava concluída, com apenas um pouco do desenvolvimento de back-ends e roteiros restantes e que ele conseguiria terminar a nova versão do jogo facilmente no seu tempo livre.
A voz do narrador de Dear Esther foi feita por Nigel Carrington, cujo roteiro foi estendido para o remake. A música do jogo foi composta por Jessica Curry, compositora de música freelancer e co-diretora da The Chinese Room. No desenvolvimento do remake, Curry revisou e reorganizou a trilha sonora para ser mais completa e longa, com mais instrumentos e atingindo quase o dobro do comprimento da trilha sonora original. A música do jogo original foi lançada gratuitamente em 8 de julho de 2008, logo após o lançamento da modificação, e a trilha sonora remasterizada foi lançada em 14 de fevereiro de 2012, via Amazon.com, iTunes e Bandcamp.

## Recepção

### Original
A modificação original de Dear Esther foi selecionada para a Exposição de Animação no Prix Ars Electronica de 2008 e ficou no Top 100 do Mod DB como o Mod 2008. Em 2009, o jogo ganhou o prêmio de Melhor Mundo / História na premiação do IndieCade Independent Game Awards.
Analisando a modificação para o Honest Gamers em 2009, Lewis Denby elogiou o tom original do jogo, dizendo que o mesmo "passa uma emoção que poucos jogos se atrevem a abordar: infelicidade" e afirmou que a trilha sonora de Curry criou "uma atmosfera éterea impressionante". Apesar dos elogios pela sua premissa e história, a versão da modificação original recebeu críticas pelos seus modelos de nível pobre e numerosas falhas no movimento sobre o terreno da ilha.

### Relançamento
A versão remasterizada de Dear Esther lançada em 2012 recebeu avaliações majoritariamente positivas das críticas, sendo avaliado com uma pontuação média de 71.93% baseada em 29 críticas e 75 de 100 baseada em 37 críticas dos agregadores de notas GameRankings e Metacritic, respectivamente. Apesar de ter levantando alguns questionamentos se ele realmente é constituído como um jogo eletrônico, as análises elogiaram a originalidade do jogo e criticaram favoravelmente a ênfase na história; A IGN afirmou que o jogo "deixará você se sentindo edificado, contemplativo e possivelmente até emocionalmente envolvido." O Strategy Informer avaliou o jogo com 9 de 10, chamando-o de "um dos títulos mais assombrosos e bem executados desta ou de qualquer outras gerações." No entanto, os críticos ficaram divididos pela adequação do meio do jogo eletrônico para transmitir a história de Dear Esther. Maxwell McGee, do GameSpot, afirmou que "[a] história em Dear Esther funciona muito bem na forma de jogo eletrônico — possivelmente mais do que como um livro ou filme." McGee também foi mais além afirmando que "os jogos eletrônicos possibilitam um ritmo e descobertas que seria impossível reproduzir em outro lugar." Analisando para o Destructoid, Allistair Pinsof pensou o oposto, afirmando que o jogo "seria melhor como um curta-metragem", embora tivesse dúvidas que "o enredo vago e conclusão previsível de Dear Esther seria eficaz no formato de um curta-metragem." A Eurogamer também fez críticas ao enredo do jogo, chamando a escrita de "púrpura em alguns lugares e desleixadamente sombrio de maneira que desenha acusações pretenciosas", e brincou dizendo que "a tendência [do jogo] de implantar extensas metáforas de carro ocasionalmente orienta a trama para o tráfego que se aproxima." Entretanto, a análise elogiou o impacto duradouro da história, afirmando que "seus calafrios de duas horas permanecerão nos seus ossos por um longo tempo depois".
A interatividade limitada entre o jogador e a narrativa em Dear Esther também foi um fator que dividiu as críticas. Pinsof afirmou que "[a] coisa irônica é que a mais mundana das histórias pode ser convincente quando combinada com uma interação inteligentemente aplicada — algo que Dear Esther mantém obstinadamente." O PC Gamer não enxergou a jogabilidade básica como um problema, dizendo que "a falta de quebra-cabeças é necessária: é crucial para a experiência que você tenha permissão para continuar se locomovendo no seu próprio ritmo. [...] Sem quebra-cabeças, o visual e a narrativa podem ter precedência."
O nível de detalhes no ambiente de Dear Esther foi amplamente elogiado pelos críticos. Joe Martin, analisando o jogo para a revista online Bit-Tech, descreveu o jogo como "uma obra-prima gráfica", comentando que "o que dá aos visuais de Dear Esther uma vantagem tão pungente é o quão ele magistralmente prolonga a sensação de solidão e isolamento transmitida pelo roteiro." Escrevendo para o The Daily Telegraph, Tom Hoggins observou o efeito dos pequenos detalhes do jogo, afirmando que "[os] amplos traços dos visuais de Dear Esther são majestosos, mas os detalhes mais finos da paisagem são os mais reveladores."

### Prêmios e indicações
| Ano  | Prêmio                      | Categoria                    | Resultado | Ref.   |
| ---- | --------------------------- | ---------------------------- | --------- | ------ |
| 2012 | Independent Games Festival  | Excelência em Arte Visual    | Venceu    | [ 35 ] |
| 2012 | Develop Awards              | Melhor Uso da Narrativa      | Venceu    | [ 36 ] |
| 2012 | TIGA Games Industry Awards  | Prêmio de Originalidade      | Venceu    | [ 37 ] |
| 2012 | TIGA Games Industry Awards  | Melhor Jogo de Ação/Aventura | Venceu    | [ 37 ] |
| 2012 | TIGA Games Industry Awards  | Melhor Modelo Visual         | Venceu    | [ 37 ] |
| 2012 | TIGA Games Industry Awards  | Melhor Modelo de Áudio       | Venceu    | [ 37 ] |
| 2012 | TIGA Games Industry Awards  | Melhor Jogo Estreante        | Venceu    | [ 37 ] |
| 2013 | 9th BAFTA Video Game Awards | Proeza Artística             | Indicado  | [ 38 ] |
| 2013 | 9th BAFTA Video Game Awards | Proeza em Áudio              | Indicado  | [ 38 ] |
| 2013 | 9th BAFTA Video Game Awards | Melhor Jogo Britânico        | Indicado  | [ 38 ] |
| 2013 | 9th BAFTA Video Game Awards | Melhor Jogo Estreante        | Indicado  | [ 38 ] |
| 2013 | 9th BAFTA Video Game Awards | Melhor Performance           | Indicado  | [ 38 ] |